# Alexander Föhr
Alexander Paul Föhr (* 1. August 1980 in Heidelberg) ist ein deutscher Politiker (CDU). Er war von 2023 bis 2025 Mitglied des Deutschen Bundestages.

## Leben
Föhr legte 2000 am Bunsen-Gymnasium Heidelberg das Abitur ab. Anschließend leistete er Wehrdienst beim Panzerflugabwehrkanonenbataillon 12 in Hardheim. Von 2001 bis 2008 studierte er Politikwissenschaft, Öffentliches Recht und Geschichte an der Johannes Gutenberg-Universität Mainz. Er schloss das Studium mit dem Magistergrad ab. Von 2008 bis 2012 war er im Referat des Oberbürgermeisters Eckart Würzner bei der Stadt Heidelberg tätig. Von 2012 bis zu seinem Einzug in den Bundestag 2023 war er Leiter Kommunikation und Politik bei der AOK Baden-Württemberg.
Föhr ist verheiratet, hat drei Kinder und lebt in Heidelberg.

## Politik
Föhr ist Mitglied der CDU. Seit 2014 ist er Mitglied des Gemeinderats von Heidelberg. Seit 2015 ist er Kreisvorsitzender der CDU in Heidelberg. Zudem ist er Mitglied im Bezirksvorstand der CDU Nordbaden.
Föhr kandidierte bei der Bundestagswahl 2021 im Bundestagswahlkreis Heidelberg, verfehlte jedoch zunächst den Einzug in den Bundestag. Am 1. März 2023 rückte er für Michael Hennrich in den Bundestag nach. Bei der Bundestagswahl 2025 gewann Föhr erneut den Wahlkreis Heidelberg, gehörte jedoch mit 29,16 % zu den sechs Erststimmengewinnern ohne Zweitstimmendeckung der CDU in Baden-Württemberg und zog dadurch nicht erneut in den Bundestag ein.